# 과민 대장 증후군
과민 대장 증후군(영어: irritable bowel syndrome, IBS) 또는 과민성 대장 증후군(過敏性大腸症候群)은 스트레스를 받거나 긴장을 하게 되는 상황에서 알 수 없는 이유로 장의 운동이 비정상적으로 항진되어 경련성 복통과 설사·변비가 번갈아가며 일어나는 증상을 말한다. 환자는 장에 불편감을 끊임없이 호소하지만 대장 X선 검사 등의 결과에서는 이상이 발견되지 않으므로 원인 파악과 치료가 쉽지 않다. 원인은 심리적 요인에 기인하는 것으로 생각되며, 장 뉴런 세포가 알 수 없는 이유로 자멸사하는 것도 기인한다는 연구 결과가 있다.환자가 느끼는 일상의 불편감이 상당히 큰 데 비해 명확한 치료법은 알려진 바가 없고 다만 증세를 악화시키는 식품의 섭취를 제한하는 것이 좋다. 주된 증상은 복부 팽만감, 복통, 복부 불쾌감, 가스참, 트림 등이며 때론 소화불량, 가슴쓰림, 구역질 등의 증상을 호소하기도 한다. 최근 3개월 동안 3일 이상 복통이나 복부 불쾌감이 있으면서 아래 3가지 중 2개 이상 항목에 해당될 때 과민성 장 증후군을 의심해 볼 수 있다.
1. 배변의 횟수가 변했다.
2. 배변의 형태가 변했다(단단해지거나 물러짐).
3. 변을 보고 나면 증상이 완화된다.

## 같이 보기
- 점액 과다 분비

## 치료방법
- 약물치료
- 식이섬유 섭취
- 세르티솔 성분의 유산균 섭취
- 꾸준한 운동